# La guerra di Cesare
La guerra di Cesare è un film del 2025 diretto da Sergio Scavio.

## Trama
Nel sud-ovest della Sardegna, Cesare e Mauro sono amici da sempre e due ex minatori che lavorano come guardie in una miniera di carbone in disuso.

## Produzione
Le riprese si sono svolte in diverse località della Sardegna, tra cui Sassari, l'Argentiera, Canaglia e Ossi nel 2023.

## Distribuzione
Presentato nella selezione ufficiale del Bari International Film Festival 2025 nella sezione «Concorso Meridiana», il film è stato distribuito il 22 maggio 2025 da RS Productions e Mirari Vos..

## Accoglienza
In Italia, il film ha ricevuto un'accoglienza critica generalmente positiva. Manuela Santacatterina su Movieplayer scrive che si tratta di "un debutto al lungometraggio riuscito, che, nonostante alcune scelte stilistiche che potrebbero disorientare parte del pubblico, offre uno spaccato autentico e profondo sul mondo del lavoro", mentre il critico cinematografico Tonino De Pace su Sentieri Selvaggi commenta così: "Dichiaratamente ispirato a La vita agra, il ribellistico romanzo di Luciano Bianciardi, è il racconto pessimista di un fallimento personale e collettivo, segnato da un registro narrativo originale".